# Macuxi

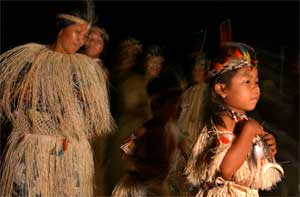
Poble macuxi

El macuxi és una llengua indígena americana. El Diccionari de llengües del món accepta les variants macusi i makuxí. En llengua macuxi es diu makuci o pemon.

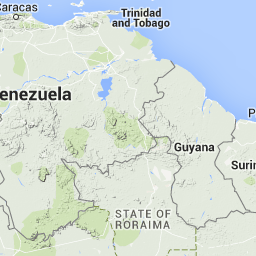
Localització dels poblats macuxis

## Localització
Es parla a la Guyana (a la regió de Pupununi, al nord i centre de les muntanyes Kanuku, a les selves d'Iwokrama, Itabac i Kanapang), a Brasil (Contingo, Quino, Pium, el riu Mau, nord-est de Roraima i Rio Branco) i un petit territori de Veneçuela.

## Població
Existeixen diferents estimacions sobre el nombre de parlants:
- Segons la Pan Tribal Confederacy of Tribal Nations era d'uns 8.500 parlants aproximadament el 2001 a Guyana.[1]
- Segons Ethnologue hi ha 16.500 parlants a Brasil el 2006, 18.030 a tots els països, amb una població étnica de 23.400[4]
- Segons Crevels, el 2007 la població macuxi a Veneçuela era de 600. El nombre de parlants no és clar des que el cens de llengües indígenes va incluir el macuxi dins del grup pemón el 1992.[4]

|           | Població | Parlants |
| --------- | -------- | -------- |
| Brasil    | 23.400   | 16.500   |
| Guyana    | 8.500    | 1.530    |
| Veneçuela | 600      | -        |

L'ètnia macuxi és un subgrup dels pemóns. Tot i que és una llengua viva i la població macuxi que la parla és en una situació d'inferioritat respecte al portuguès.

## Poble macuxi
Hi ha restes de tribus macuxis des de, aproximadament, fa set mil anys al nord del Brasil. El primer contacte amb aquest poble es va fer l'any 1740. Originalment, aquestes tribus se organitzaven en grups de families de caràcter nómada, exploraven nous terrenys o fugien de problemes.
Els poblats acostumen a tenir una població entre 100 i 600 persones. Hi ha uns cincuanta poblats, però algunes persones viuen aisllades en cases o a la capital de Roraima (Brasil). Els pobles macuxi viuen a la savana, el seu hàbitat natural. Tenen habitatges rectangulars amb murs d'argila i sostres de fulles de buriti, una mena de palmera. Comparteixen l'estil de cases de tota la regió amazónica.
La principal activitat económica és l'agricultura, amb métodes tradicionals, venen una petita part dels exedents de producció. La propietat de la terra és comú i, en general, es utilizada per membres de la mateixa familia. Els productes principals són la yuca (de la que fan una farina excelent), el nyame i els frijoles. La pesca no és gaire important per a la subsistencia o per comerciatzar. Els animals doméstics incluixen els porcs i gallines. Els primers contactes amb colons, en particular amb ganaders, es van fer a la darreria del segle xix. A algunes hi ha dones especialistes en ceràmica i teixit de cotò.
El nivell d'alfabetització no és gaire alt. La divisió tradicional del treball es va modificar pel contacte amb comunitats d'immigrants europeus, però encara existeixen formes tradicionals. Les dones cuinen, s'encarregen de la roba, dels nadons, de la neteja de la casa, fer ceràmica i teixir cotó. Els homes són els principals responsables de l'agricultura de subsistència i altres activitats relacionades. Tan homes com dones, en l'actualitat, emigren permanement o estacional en busca de treball assalariat.
S'han descrit dos categories de grups: petits poblets amb cases independents de la mateixa familia unit a través de la reciprocitat treball i poblets dels familiars que viuen a distància, lligats a través de rituals o balls compartits.

Tot i que la poligàmia ha estat durant molt de temps una part de la cultura makushí, la majoria dels matrimonis avui dia són monògams. Hi ha una mica de llibertat en l'elecció dels cònjuges. En el passat, els matrimonis van ser arreglats pels pares. Els matrimonis solen ser endogàmics. Es permet el matrimoni entre cosins creuats. La parella resideix per un curt temps amb la família de l'esposa. Generalment, després del naixement del primer fill, s'estableix una llar familiar independent.

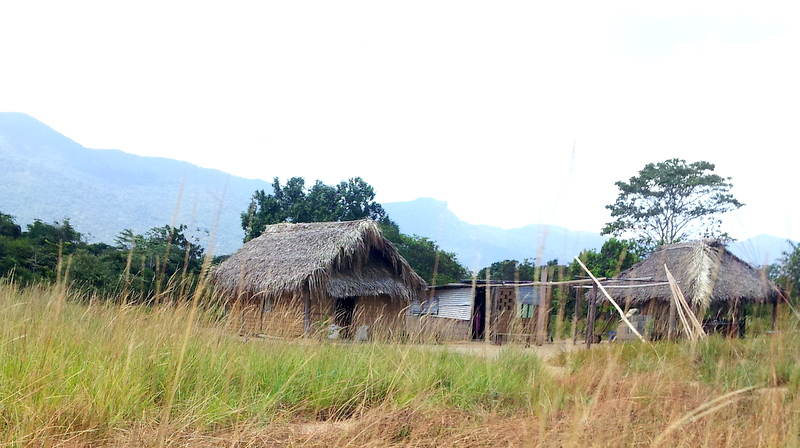
Cases macuxi

Les persones que cuinen i mengen al voltant de la mateixa llar es consideren una família. Aquest grup no només viu i consumeix béns junts, també es conrea de manera cooperativa. Ser membre de la unitat familiar requereix que un faci una quantitat acceptable de treball. Els nadons i els nens són criats pels dos pares i germans, que gairebé mai utilitzen el càstig físic en la criança del nen.
La societat makushí s'organitza sobre la base de l'edat, el parentiu, i l'Estat de residència. No hi ha classes socials, és una societat tribal. Han conservat un cert grau d'estabilitat sociocultural en el seu procés d'integració a la societat brasilera. La majoria viu en poblets
tribals, però alguns es dispersen a altres regions. No hi ha separació física en el seu contacte diari amb els brasilers, però l'últim control dels salaris pel seu treball manual, i hi ha una discriminació evident pel que fa a les activitats comercials i les oportunitats econòmiques. Propietat de la terra és també un problema interètnic.
Les diferents corrents del cristianisme són les religions dominants al Brasil. La cultura makushí es modifica en gran manera pel comerç interètnic, contacte, i la integració de la tribu en el seu conjunt en la societat regional brasilera. Ara diuen que la seva religió és el cristianisme (catolicisme i el protestantisme), però segueixen les pròpies pràctiques rituals. El xamanisme és molt influent en la societat makushí. L'home xaman és el cap religiós del poble i el controlador de tota mena de licors. L'ofici del xaman era abans hereditàri, però ja no és el cas. El xaman utilitza remeis casolans tradicionals per les curacions.

## Unes paraules
canawa n canoa 
cucuai n àliga
culatu n caiman
ka n cel
kaikang n animal